# Oxya minuta
Oxya minuta är en insektsart som beskrevs av George Clifford Carl 1916. Oxya minuta ingår i släktet Oxya och familjen gräshoppor. Inga underarter finns listade i Catalogue of Life.